# Ndrawa River
Ndrawa River är ett vattendrag i Fiji.   Det ligger i divisionen Norra divisionen, i den nordöstra delen av landet, 180 km norr om huvudstaden Suva. Ndrawa River ligger på ön Vanua Levu.